# Kal’vets Rocks
Die Kal’vets Rocks (russisch Скаиа Кальвеца Skala Kalweza, norwegisch Kal’vecknatten) sind eine Felsformation im ostantarktischen Königin-Maud-Land. An der Westseite des Alexander-von-Humboldt-Gebirges im Wohlthatmassiv ragt sie 3 km westsüdwestlich des Gipfels des Flånuten auf.
Entdeckt und fotografiert wurden sie bei der Deutschen Antarktischen Expedition 1938/39 unter der Leitung des Polarforschers Alfred Ritscher. Vermessungen und Luftaufnahmen der Dritten Norwegischen Antarktisexpedition (1956–1960) dienten ihrer Kartierung. Eine erneute Vermessung und die Benennung nahmen Wissenschaftler einer von 1960 bis 1961 durchgeführten sowjetischen Antarktisexpedition vor. Das Advisory Committee on Antarctic Names übertrug diese Benennung im Jahr 1970 ins Englische. Namensgeber ist der sowjetische Pilot O. A. Kalwez.